# Mindre blåvinge
Mindre blåvinge (Cupido minimus) är en fjärilsart i familjen juvelvingar, med en vingbredd på 18–25 millimeter.

## Utseende

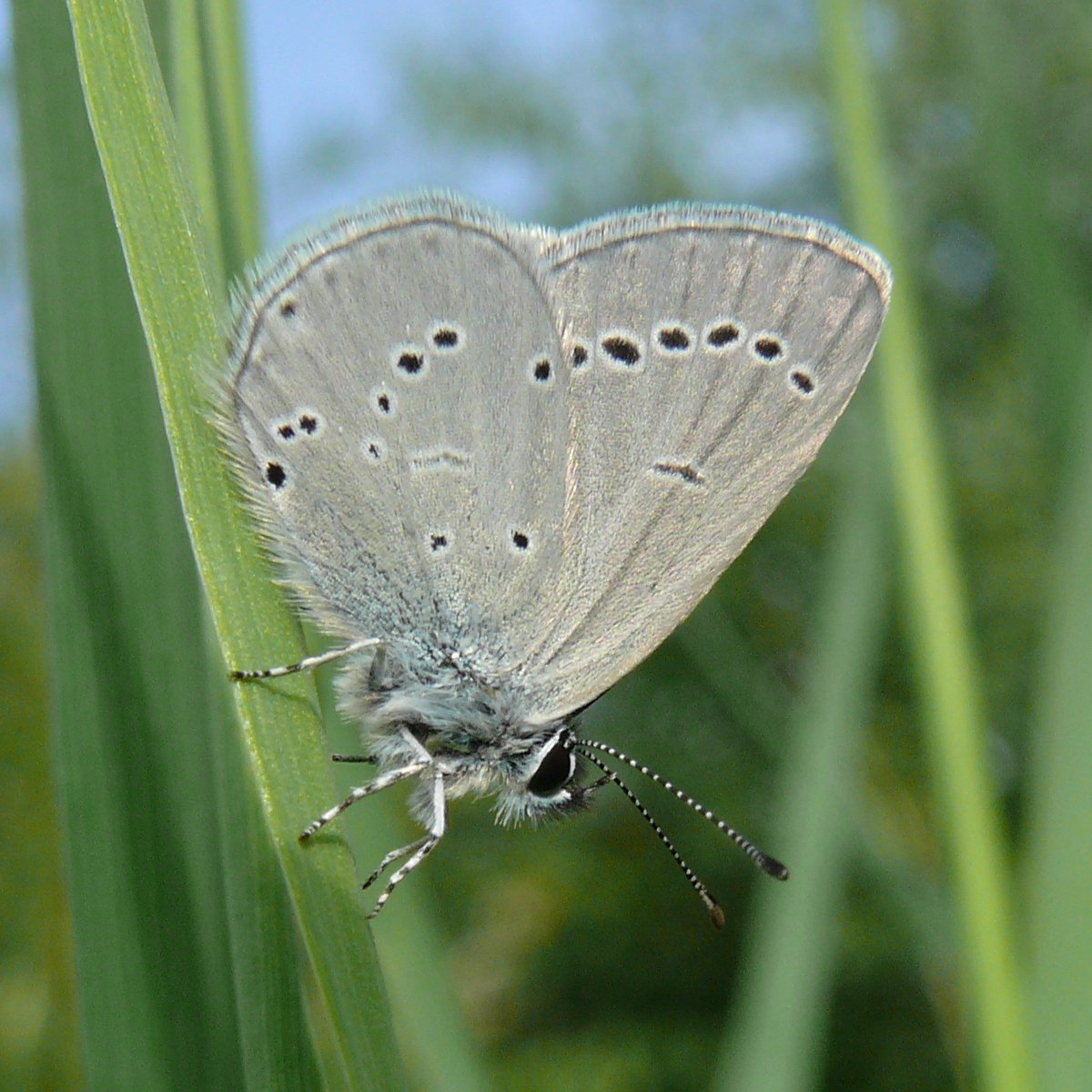
Den ljusgrå undersidan av en mindre blåvinge. Fotograferad i södra Tyskland.

Både hanen och honan är mörkbruna på ovansidan, men hanen har blå vingfjäll glest över vingarna. På undersidan är båda ljust gråbruna med mörka fläckar omgivna av gråvitt. Larven är brun med längsgående mörkare och ljusare ränder. Den blir upp till 10 millimeter lång.
Värdväxt för mindre blåvinge är framför allt getväppling men även andra ärtväxter.
Larverna vårdas av myror i släktena Myrmica, Lasius, Formica och Plagiolepis.

## Utbredning
Mindre blåvinge finns i de tempererade delarna av Europa och Asien. Dess habitat är gräsmarker och blomsterängar, vanligen där jorden är kalkhaltig. Den föredrar soliga och varma lägen. I Sverige förekommer den i Götaland och östra Svealand. Arten är rödlistad i Sverige som nära hotad ("NT"). I Finland, där arten är rödlistad som starkt hotad ("EN") finns arten glest i södra delarna av landet, något vanligare på Åland. I Norge finns arten i inlandet och i skyddade fjordmiljöer vid kusten, medan den är spridd över hela landet i Danmark.